# Ambai

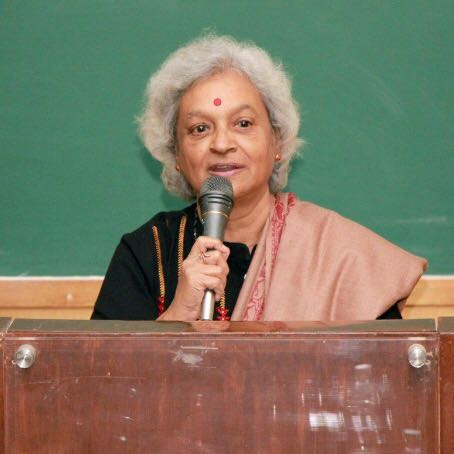
Ambai

Ambai, pseudonym för C. S. Lakshmi, född 1944 i Tamil Nadu i södra Indien, är en tamilspråkig författare och forskare bosatt i Bombay.
Hon har skrivit ett flertal novellsamlingar, en roman och tre dramer, och ses som en av de främsta samtida författarna på tamil. Hennes skönlitterära texter handlar nästan uteslutande om levnadsvillkoren för indiska kvinnor, om relationer och längtan. Texterna innehåller många metaforer för friheten, såsom fåglar, berg, floder och hav. På svenska finns novellsamlingen Flod (Bokförlaget Tranan, 2008).
Utöver sitt skönlitterära författarskap har hon gett ut tre böcker om indiska kvinnliga musiker, dansare och konstnärer. Hon driver ett forskningsarkiv om kvinnohistoria i Bombay.